# Paul Green
Paul Jason Green (Pontefract, 10 de abril de 1983) é um futebolista profissional irlandês que atua como meia, atualmente defende o Oldham Athletic.

## Carreira
Paul Green começou sua carreira no Doncaster Rovers em 2001 e ficou até 2008.